# Mazza di Ercole
La Mazza di Ercole (tedesco: Herkuleskeule o Donarkeule) è un manufatto tipico del periodo dell'impero romano e delle invasioni barbariche.
La mazza di Ercole di età romana apparve a partire dal II e III secolo in tutto l'impero (inclusa la Britannia, Cool 1986), quasi sempre costruita in oro con la forma delle normali mazze in legno. 
Un esemplare ritrovato a Köln-Nippes mostra l'iscrizione "DEO HER[culi]", che ne conferma l'associazione con Ercole. Già Tacito citava una speciale affinità tra Germani ed Ercole, affermando che:
Ne esistono due tipi base; quello piccolo (ca. 3 cm) creato con l'uso di stampi, e quello grande (ca. 5 cm) in ferro battuto. Anche un pendente osseo ritrovato in Palestina, e risalente all'età del ferro (il periodo biblico), viene associato al gruppo di artefatti dell'era romana (Platt 1978). Una mazza votiva fatta in bronzo, ritrovata a Willingham Fen, Cambridgeshire, nel 1857, segue il modello romano per forma e per il fatto di usare chiodi in legno, ma aggiungendo iconografia celtica tramite la rappresentazione di animali, figure antropomorfiche ed una ruota sulla base della mazza.
Tra il V ed il VII secolo, durante le invasioni barbariche, l'uso di questo genere di amuleto si estese rapidamente in tutta l'Europa. Queste "mazze di Donar" erano fatte con corna o ossa di cervo, o in legno e, più raramente, in bronzo o altri metalli preziosi. Vennero trovati esclusivamente in tombe femminili, usati apparentemente quali ornamenti per cinghie o orecchini.
Questo tipo di amuleto venne rimpiazzato in epoca vichinga dal martello di Thor, durante la cristianizzazione della Scandinavia avvenuta nell'VIII e IX secolo.